# Сапожниковский
Сапожниковский — посёлок в Похвистневском районе Самарской области в составе сельского поселения Старый Аманак.

## География
Находится на расстоянии примерно 16 километров по прямой на север-северо-запад от районного центра города Похвистнево.

## Население
Постоянное население составляло 8 человек (русские 100 %) в 2002 году, 7 в 2010 году.